# Autoestrada A17
Die Autoestrada A17 oder Auto-Estrada do Litoral Centro ist eine Autobahn in Portugal. Die Autobahn beginnt in Marinha Grande und endet in Aveiro.

## Größere Städte an der Autobahn
- Marinha Grande
- Leiria
- Figueira da Foz
- Aveiro